# Eugen Ehrlich
Eugen Ehrlich (Czernowitz, 14 settembre 1862 – Vienna, 2 maggio 1922) è stato un sociologo austriaco del diritto e professore, dal 1900 al 1914, presso l'Università di Czernowitz.

## Pensiero
Nella sua opera principale, I fondamenti della sociologia del diritto (Grundlegung der Soziologie des Rechts, 1913), Ehrlich cerca di porre le basi di una vera scienza sociologico-giuridica, non formale ma empirica, guidata non da interessi pratici ma da interessi conoscitivi. 
In tale opera Ehrlich affronta, principalmente, le seguenti problematiche:
- il problema della determinazione del particolare oggetto che caratterizza la sociologia giuridica (problema della definizione del concetto di diritto).
- il problema dell'influenza dei valori sociali sullo sviluppo del diritto (problema dell'evoluzione del diritto).
- il problema della effettiva rilevanza del diritto come strumento di mutamento e di controllo sociale (problema dell'efficacia del diritto).
- il problema del ruolo che la ricerca sociologica svolge nei confronti delle scienze tradizionali (problema dello studio del diritto).

È doveroso richiamare le critiche mosse a Ehrlich nel 1915 da Hans Kelsen il quale, sulla scorta di una visione normativistica del diritto, muove pesanti accuse alle linee di pensiero espresse da Ehrlich, dando origine a una controversia i cui contenuti possono ancor oggi costituire il fondamento di importanti spunti di riflessione per chi si approccia all'analisi della sociologia del diritto.
La produzione di Ehrlich si sviluppa lungo due direttrici, da un lato la critica della giurisprudenza dei concetti, con un atteggiamento soprattutto distruttivo, un oggetto incentrato sulla figura del giudice e un carattere più propriamente metodologico-giuridico; dall'altro lato la delimitazione dell'area e dei metodi di un nuovo tipo di scienza giuridica, con un intento, quindi, costruttivo, un oggetto incentrato sui fatti del diritto e un carattere più propriamente sociologico-giuridico. Nel suo pensiero vi è anche una certa influenza da parte della Scuola storica del diritto, ed in particolare della variante "istituzionalistica" di Georg Beseler.
Gli scritti di Ehrlich sono stati per anni sottovalutati sia in Germania sia in Italia (mentre hanno riscosso grandi consensi sia negli Stati Uniti d'America sia in Giappone). Ad Alberto Febbrajo, ordinario di sociologia del diritto presso l'università di Macerata e di sociologia generale presso l'Università degli Studi "Suor Orsola Benincasa", si deve il merito di aver introdotto il pensiero della sociologia giuridica di Ehlrich in Italia.

## Opere
- Sulle clausole contrattuali (Über Fakturenbeisätze), 1887
- Sulle lacune nel diritto (Über Lücken im Rechte), 1888
- La dichiarazione tacita di volontà (Die stillschweigende Willensrklärung), 1893
- Libero reperimento del diritto e libera scienza del diritto (Freie Rechtsfindung und freie Rechtswissenschaft), 1903
- I fondamenti della sociologia del diritto (Grundlegung der Soziologie des Rechts), 1913